# دورا کرینگتون
دورا کرینگتون (انگلیسی: Dora Carrington؛ ۲۹ مارس ۱۸۹۳ – ۱۱ مارس ۱۹۳۲) یک نقاش اهل بریتانیا بود که با اعضای گروه بلومزبری همکاری داشت. وی در ۱۱ مارس ۱۹۳۲ با شلیک گلوله به زندگی خود پایان داد.